# Julius Schweikert

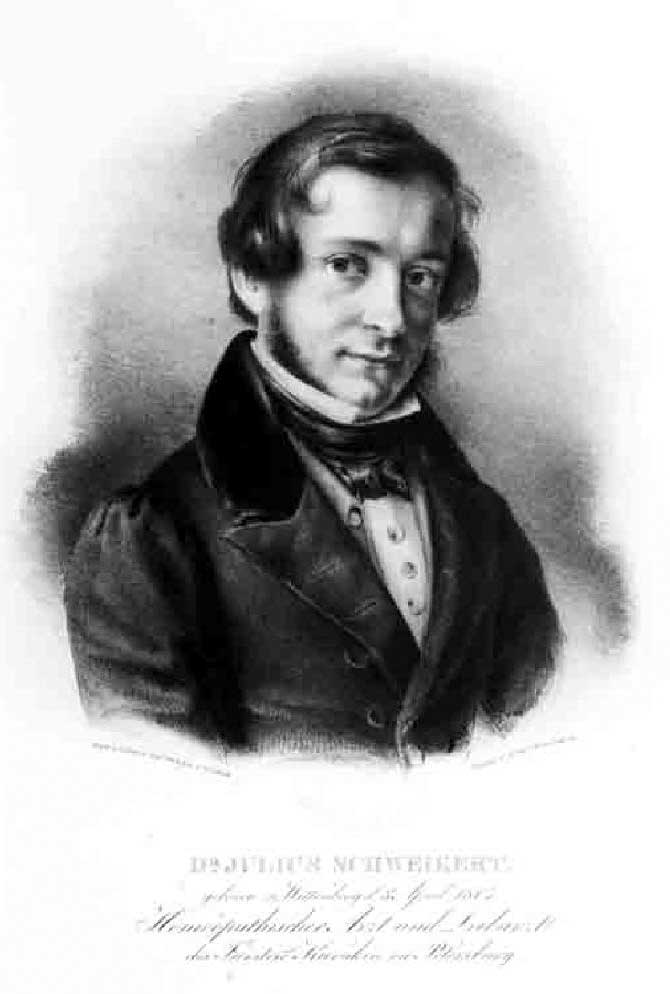
Julius Schweikert

Julius Schweikert (* 8. April 1807 in Wittenberg; † 25. April 1876 in Moskau) war ein deutscher Mediziner und Pionier der Homöopathie.

## Leben
Julius wurde als ältester Sohn des Georg August Benjamin Schweikert und dessen zweiter Frau Henriette Giese geboren. Im Alter von acht Jahren verließ er seinen Geburtsort um seinem Vater nach Grimma folgen. Hier bezog er am 10. Oktober 1820 bis 8. Februar 1826 die dortige Fürstenschule. Am 16. Februar 1826 immatrikulierte er sich an der Universität Leipzig, wo er begann ein Studium der medizinischen Wissenschaften zu absolvieren. Am 25. November 1831 verteidigte Schweikert hier die Abhandlung Quaestiones de salutari methodi homoeopathicae in morbis curandis effectu, exemplis prosperrimi successus confirmato, in der zum ersten Mal öffentliche die Thematik der Homöopathie an einer Hochschule behandelte. In jener Arbeit erklärte er anfänglich die Geschichte der Homöopathie, ging auf anwendbare Krankheiten und deren Behandlung ein und erklärte verschiedene Krankheitsverläufe, die er bei seinem Vater und bei Moritz Wilhelm Müller beobachtet hatte. Aufgrund dieser Arbeit wurde er zum Doktor der Medizin promoviert.
Die Dissertation hatte auch bei Samuel Hahnemann Anklang gefunden, welcher ihn als homöopathischen Leibarzt zu dem Fürsten Kurakin im Gouvernement Orjol in Russland vermittelte. Darauf reiste er am 21. Mai 1832 nach St. Petersburg, um später an den Fürstenhof Kurakino weiter zu reisen. In seiner neuen Aufgabe hatte Schweikert nicht nur die Familie des Fürsten zu behandeln, sondern auch die Personen des umfangreichen Gutsbesitzes des Fürsten. Obwohl er mit einem nicht unbeachtlichen Salär bedacht wurde, war er nicht besonders glücklich. Einerseits hatte der Fürst fast seine Medikamentation selbst bestimmt und dessen Völlerei tat ihr Übriges, so dass er dessen chronisches Leiden nicht zu heilen vermag. Anderseits vermisste er die Heimat und den Austausch unter Fachkollegen. Die Arbeit am dortigen Krankenhaus und in seiner Praxis füllte seine Zeit zudem weiter aus. Dennoch machte er sich im Laufe seiner Tätigkeit einen Namen, der bis nach Moskau drang.
Auch seine finanzielle Lage, die anfänglich sehr karg aussah, gestaltete sich in der Fünfjahresfrist positiv. Die Moskauer Oberschicht wünschte sich einen Vertreter der neuen Wissenschaft nach Moskau. Nachdem er am 6. Juli 1837 seine Stelle gekündigt hatte, zog er nach Moskau, wo er eine homöopathische Praxis errichtete. Am 4. Juni 1838 wurde er als Arzt an der Moskauer Landwirtschaftlichen Schule angestellt, welche Dienststellung er neun Jahre lang versah. Hier heiratete er 1841 Ekatarina Vasil (1822–?), mit welcher er später acht Töchter haben sollte. Am 2. Juli 1842 erhielt er eine außerordentliche Berufung als Arzt am kaiserlichen Findelhaus (Erziehungsanstalt), am 4. September desselben Jahres wurde er Titularrat, welche Beförderung erst am 22. Juli 1843 stattfand. 1844 wurde er Arzt am kaiserlichen Witwenhaus, was einer weiteren Beförderung gleichkam.
Wie sehr Schweikert der Homöopathie in Moskau einen Namen einräumte, beweist die Tatsache, dass man dort am 16. Dezember 1845 ein homöopathisches Krankenhaus einrichtete, in welchem die Armen der Stadt kostenlos behandelt wurden. Schweikert wurde mit der ärztlichen Leitung desselben beauftragt und führte diese Anstalt bis 1860, da das Krankenhaus aus finanziellen Nöten geschlossen werden musste. Er erhielt auch am 16. Februar 1849 den Titel eines Kollegienassesors am zweiten adligen Gymnasium in Moskau und man übertrug ihm am 29. Dezember 1851 dort eine Unterarztstelle, welchen Dienst er am 26. April 1856 quittierte. Für die Abhandlung Quaestiones pathologicae de pneumonia infantium lactantium et recentum a partu (Pathologische Untersuchungen Über die Pneumonie bei Kindern, Säuglingen und Neugeborenen) wurde er am 18. Dezember 1853 von der Universität Moskau zum Doktor ernannt.
Am 26. Juli 1854 beförderte man ihm zum Oberarzt am Witwenhaus, am 16. Juli 1854 ernannte man ihm zum russischen Hofrat und am 27. August 1862 zum Kollegienrat. Neben seinen Berufungen die ihn in das russische Aristokrat erhoben, erhielt er zudem zahlreiche russische Orden. So sollen hier nur der am 2. November 1862 verliehene St. Annenorden 3. Klasse, der am 15. Dezember 1872 empfangene St. Stanislausorden 2. Klasse mit kaiserlicher Krone und der am 22. September 1875 überreichte St. Wladimir Orden 4. Klasse genannt sein. Nachdem er am 1. März 1876 in den Ruhestand entlassen worden war, zeigten die Symptome seiner Diabeteserkrankung immer stärkere Folgen, woran er schließlich verstarb. Sein Leichnam wurde auf dem Inowertscheskoje-Friedhof in den Wwedenskije-Bergen des Moskauer Lands beigesetzt.